# Haute Cour de cassation et de justice
 (octobre 2023).
Le contenu est difficilement compréhensible vu les erreurs de traduction, qui sont peut-être dues à l'utilisation d'un logiciel de traduction automatique.
La Haute Cour de cassation et de justice (roumain : Înalta Curte de Casație și Justiție) est la Cour suprême et la juridiction de dernier ressort de la Roumanie. C'est l'équivalent de Cour de cassation française et remplit une fonction similaire à celle d'autres cours de cassation à travers le monde.

## Histoire
La Haute Cour de cassation et de justice a été créée par la loi du 12 janvier 1861, peu après l'Union des principautés de Moldavie et de Valachie le 24 janvier 1859, dans le contexte de construction du nouvel État roumain des Principautés Unies (1862-1881). Elle fut largement inspirée par le système juridictionnel français et par son homologue, la Cour de cassation.
La loi de 1861 prévoyait que la Haute Cour était dirigée par un Premier président et composée de 21 juges, répartie dans trois chambres, comptant chacune un président de chambre et sept juges. La chambre des requête examinait l'admissibilité des pourvoi civil avant de les transmettre, le cas échéant, à la chambre civile. Il existait également un chambre criminelle, et un Procureur-général avec trois procureurs sous ses ordres, un pour chaque chambre.
Le Décret-loi du 7 août 1864 supprima la chambre des requête avec son poste de procureur et de greffier. Depuis cette date, les juges de chaque chambre permutaient intégralement avec l'autre chambre au début de l'année juridictionnelle. Auparavant, seul quatre d'entre eux changeaient de chambre après tirage au sort. La loi du 5 mars 1870 renomma les chambres civile et criminelle première et seconde chambres, respectivement, et clarifia la compétence matérielle de la Haute Cour.
La loi du 11 juillet 1905 établît une troisième chambre chargée du contentieux administratif et commercial. Elle précisa également que le Procureur-général était un l'un des juges de la juridiction, délégué à cette tâche par ces paires, et que le Président de la première chambre exercerait également les fonctions de Premier président de la Haute Cour. La troisième chambre fut supprimée par une loi du 24 mars 1910 (dite "loi Toma Stelian") puis rétablie par la loi du 16 février 1912 (dite 'loi Matei Cantacuzino"), en limitant toutefois sa compétence à la simple déclaration d'illégalité des actes administratifs.
La jurisprudence de la Haute Cour a participé au renforcement de la modernisation et de la démocratisation de l'État roumain, en reconnaissant sa compétence pour le contrôle de constitutionnalité des loi (arrêt du 28 juin 1912 en l'affaire "Trams"), et les principes de responsabilité gouvernementale et de l'inamovibilité des magistrats.
Ces avancées furent incorporées dans la nouvelle Constitution roumaine du 29 avril 1923, et dans la loi du 19 décembre 1925 (dite "loi Mârzescu") prise pour son application, qui conféra notamment aux chambres réunies de la Haute Cour le pouvoir de contrôler la conformité des lois à cette Constitution. De nombreuses législations intervinrent par la suite, menant la Haute Cour à l'apogée de son développement institutionnel, la constitution roumaine de février 1938 lui octroya le contentieux des élections législatives et la vérification de la légalité des mandats parlementaires.
Dans la tourmente de la sortie du second conflit mondial et la fin du et du Royaume de Roumanie (1881-1947), les pouvoirs de la Haute Cour sont considérablement réduit par la loi no 63/1945, son organisation étant même incorporé dans le statut général du système juridictionnel roumain avec la loi no 341/1947. La Constitution roumaine de 1948, suivie du Décret no 13/1949 sur l'organisation juridictionnelle créa la Curtea Supremă (Cour suprême) de la République populaire roumaine, que la Constitution de 1952 transforma Tribunalul Suprem (Tribunal suprême), placé à la tête des juridictions roumaines avec la loi du 19 juin 1952. Le tribunal fut maintenu par la loi du 27 décembre 1968 sous la République socialiste de Roumanie instauré par la Constitution de 1965, avec des prérogatives vaguement similaires à la Haute Cour.
À la suite de la Révolution roumaine de 1989 et le retour de la démocratie, la Constitution roumaine du 18 décembre 1991 et la loi no 92/1992 restaurèrent une Curtea Supremă de Justiție (Cour suprême de justice), qui renoua avec sa vocation d'application de la justice et de l'unification de l'interprétation du droit avec la loi du 13 juillet 1993 qui restaura son statut propre. La Cour comptait un Président, un Vice-président, quatre président de chambre, et 80 juges répartis dans quatre chambres (civile, criminelle, commerciale et administrative). Contrairement au juridiction du fond, les juges de la Cour suprême de justice n'étaient pas inamovibles, mais nommés pour une durée de 6 ans, renouvelable. En outre, la Cour était une juridiction d'appel, et n'avait qu'une compétence de cassation dans les cas de pourvoi dans l'intérêt de la loi.
Le nom Înalta Curte de Casație și Justiție (Haute Cour de cassation et de justice) a été réintroduit en par la révision constitutionnelle de 2003, qui paracheva sa restauration en cour de cassation.

## Compétence et structure
La Haute Cour est actuellement régie par la loi no 304/2022, et compte au maximum 122 juges (actuellement 108) rétartis en quatre chambres : deux chambres civiles, une chambre criminelle, et une chambre administrative et fiscale. La juridiction emploi également environ 130 juristes-assistants, et 300 agents.
Elle est compétente pour connaitre des pourvois formés contre les arrêts des Cour d'appel (curţi de apel) en statuant en cassation (seulement sur le droit et non sur les faits), afin d'assurer une interprétation uniforme du droit. Elle peut être saisie d'une question préjudicielle des juridictions du fond concernant l'interprétation de la loi. Les chambres peuvent également trancher les questions de compétence entre les juridictions du fond.
La Haute Cour peut toutefois juger des faits, dans certaines affaires portées dans la Chambre criminelle, par exception, concernant les ministres et les membres de la Haute Cour eux-mêmes. Les appels de ces décisions sont entendus par une formation de cinq juges. Cette dernière formation entend également les appels contre les décisions disciplinaires du Conseil supérieur de la magistrature, et tranche les conflits des compétences entre les chambres de la Haute Cour.
Les chambres réunies de la Haute Cour sont convoqués lorsqu'un revirement de jurisprudence est envisagée, pour saisir la Cour constitutionnelle, ou pour faire annuellement des recommandations sur l'amélioration de la législation au Ministère de la justice et au Parlement.
Une formation spéciale est chargée de statuer sur les pourvois dans l'intérêt de la loi. Ces pourvois peuvent être formés par certains magistrats (dont le Procureur-général près la Haute Cour de cassation et de justice) lorsque plusieurs décisions de justice définitives ont fait une interprétation différente de la loi. Ce pourvoi ne vise qu'à assurer une interprétation uniforme de la loi, sans pour autant avoir d'effet sur lesdites décisions en vertu du principe de l'autorité de la chose jugée.
La Haute Cour est dirigée par un président, secondé par un vice-président et le conseil de direction. Depuis septembre 2019, sa présidente est Corina-Alina Corbu. L'assemblée générale des juges de la Haute Cour désigne deux membres pour siéger au Conseil supérieur de la magistrature. La même assemblée approuve le rapport annuel d'activité (rendu public) et le budget de la juridiction.
Selon la loi, "le président, le vice-président et les présidents des chambres de la Haute Cour de cassation et de justice sont nommés par le Président de la Roumanie, sur proposition du Conseil Supérieur de la Magistrature, parmi les juges de la Haute Cour de cassation et de justice qui y travaillent depuis au moins deux années". Le mandat est de trois ans, avec possibilité d'être renouvelé une fois.

## Décisions controversées
De 1995 à 2000, la Cour suprême roumaine a réhabilité au moins 14 criminels de guerre condamnés. Parmi eux figuraient 3 membres du gouvernement de Ion Antonescu (Nichifor Crainic, Toma Ghițulescu et le ministre des Finances Gheron Netta), Radu Dinulescu (« l'Eichmann roumain ») et son adjoint (Gheorghe Petrescu) ainsi que d'autres hommes d'État et journalistes tels que l'ancien ministre Stelian Popescu et Pan M. Vizirescu. Une procédure connue sous le nom d'« appel extraordinaire » a été utilisée pour annuler leurs condamnations pour crimes de guerre et crimes contre la paix. En 2004, la procédure « d'appel extraordinaire » a été supprimée de la législation roumaine à la suite des recommandations de la Cour européenne des droits de l'homme,,,. Cela s’est toutefois retourné contre ceux qui voulaient que ces réhabilitations soient annulées, comme Efraim Zuroff l'a découvert. En effet lorsqu'en février 2004, Zuroff a demandé aux autorités roumaines d'annuler les réhabilitations des colonels Radu Dinulescu et Gheorghe Petrescu, il a été informé que cela était "techniquement impossible". En raison de la suppression du « recours extraordinaire », une décision de la Cour suprême ne peut plus être contestée dans le cadre de la législation roumaine.

## Liste des présidents
| N°                                    | Nom                                   | Début                                 | Fin                                   |
| Haute Cour de cassation et de justice | Haute Cour de cassation et de justice | Haute Cour de cassation et de justice | Haute Cour de cassation et de justice |
| ------------------------------------- | ------------------------------------- | ------------------------------------- | ------------------------------------- |
| 1                                     | Vasile Sturza                         | 14 février 1862                       | 19 octobre 1868                       |
| 2                                     | Constantin Hurmuzache                 | 24 octobre 1868                       | 8 mars 1869                           |
| 3                                     | Scarlat Fălcoianu                     | 8 mars 1869                           | 3 septembre 1876                      |
| 4                                     | Alexandru Creţescu                    | 3 septembre 1876                      | 15 octobre 1886                       |
| 5                                     | Constantin Schina                     | 15 octobre 1886                       | 1er avril 1906                        |
| 6                                     | Scarlat Ferekyde                      | 1er avril 1906                        | 1er mai 1909                          |
| 7                                     | G.N. Bagdat                           | 1er mai 1909                          | 1er octobre 1911                      |
| 8                                     | Corneliu Manolescu                    | 1911                                  | 1918                                  |
| 9                                     | Victor Romniceanu                     | 1919                                  | 5 août 1924                           |
| 10                                    | Gheorghe Buzdugan                     | 5 août 1924                           | 5 juin 1927                           |
| 11                                    | Oscar Nicolescu                       | 5 août 1927                           | 7 novembre 1930                       |
| 12                                    | Ion Stambulescu                       | 7 novembre 1930                       | 17 février 1931                       |
| 13                                    | Dimitrie Volanschi                    | 24 mars 1931                          | 1er juin 1938                         |
| 14                                    | Andrei Rădulescu                      | 1er juin 1938                         | septembre 1940                        |
| 15                                    | Dimitie Lupu                          | septembre 1940                        | 1944                                  |
| 16                                    | Oconel Cireş                          | 1944                                  | 1945                                  |
| 17                                    | Petre Davidescu                       | 1945                                  | 1947                                  |
| (16)                                  | Oconel Cireş                          | 1947                                  | 1948                                  |
| Cour suprême                          |                                       |                                       |                                       |
| (16)                                  | Oconel Cireş                          | 1949                                  | 1er avril 1949                        |
| 18                                    | Gheorghe Stere                        | 1er avril 1949                        | 1er août 1952                         |
| Tribunal suprême                      |                                       |                                       |                                       |
| 18                                    | Gheorghe Stere                        | 1er août 1952                         | 24 janvier 1953                       |
| 19                                    | Stelian Niţulescu                     | 24 janvier 1953                       | 1er juillet 1954                      |
| 20                                    | Alexandru Voitinovici                 | 1er juillet 1954                      | mars 1967                             |
| 21                                    | Emilian Nucescu                       | mars 1967                             | août 1975                             |
| 22                                    | Constantin Stătescu                   | août 1975                             | janvier 1977                          |
| 23                                    | Iustin Grigoraş                       | janvier 1977                          | novembre 1979                         |
| 24                                    | Ioan Sălăjan                          | novembre 1979                         | 27 décembre 1989                      |
| Cour suprême de justice               |                                       |                                       |                                       |
| 24                                    | Ioan Sălăjan                          | 27 décembre 1989                      | 3 janvier 1990                        |
| 25                                    | Teodor Vasiliu                        | 3 janvier 1990                        | 20 juillet 1990                       |
| 26                                    | Teofil Pop                            | 20 juillet 1990                       | 17 juin 1992                          |
| 27                                    | Valeriu Bogdănescu                    | 13 juillet 1992                       | 25 juillet 1994                       |
| 28                                    | Gheorghe Uglean                       | 20 décembre 1994                      | 20 juin 1998                          |
| 29                                    | Sorin Moisescu                        | 20 juin 1998                          | 6 avril 2000                          |
| 30                                    | Paul Florea                           | 27 avril 2000                         | 18 octobre 2003                       |
| Haute Cour de cassation et de justice |                                       |                                       |                                       |
| 30                                    | Paul Florea                           | 18 octobre 2003                       | 16 juin 2004                          |
| 31                                    | Nicolae Popa                          | 14 juillet 2004                       | 14 septembre 2009                     |
| 32                                    | Lidia Bărbulescu                      | 14 septembre 2009                     | 15 septembre 2010                     |
| 33                                    | Livia Doina Stanciu                   | 17 septembre 2010                     | 14 septembre 2016                     |
| 34                                    | Iulia-Cristina Tarcea                 | 14 septembre 2016                     | 14 septembre 2019                     |
| 35                                    | Corina-Alina Corbu                    | 15 septembre 2019                     | en fonction                           |